# Igreja de São Francisco Xavier na Garbatella

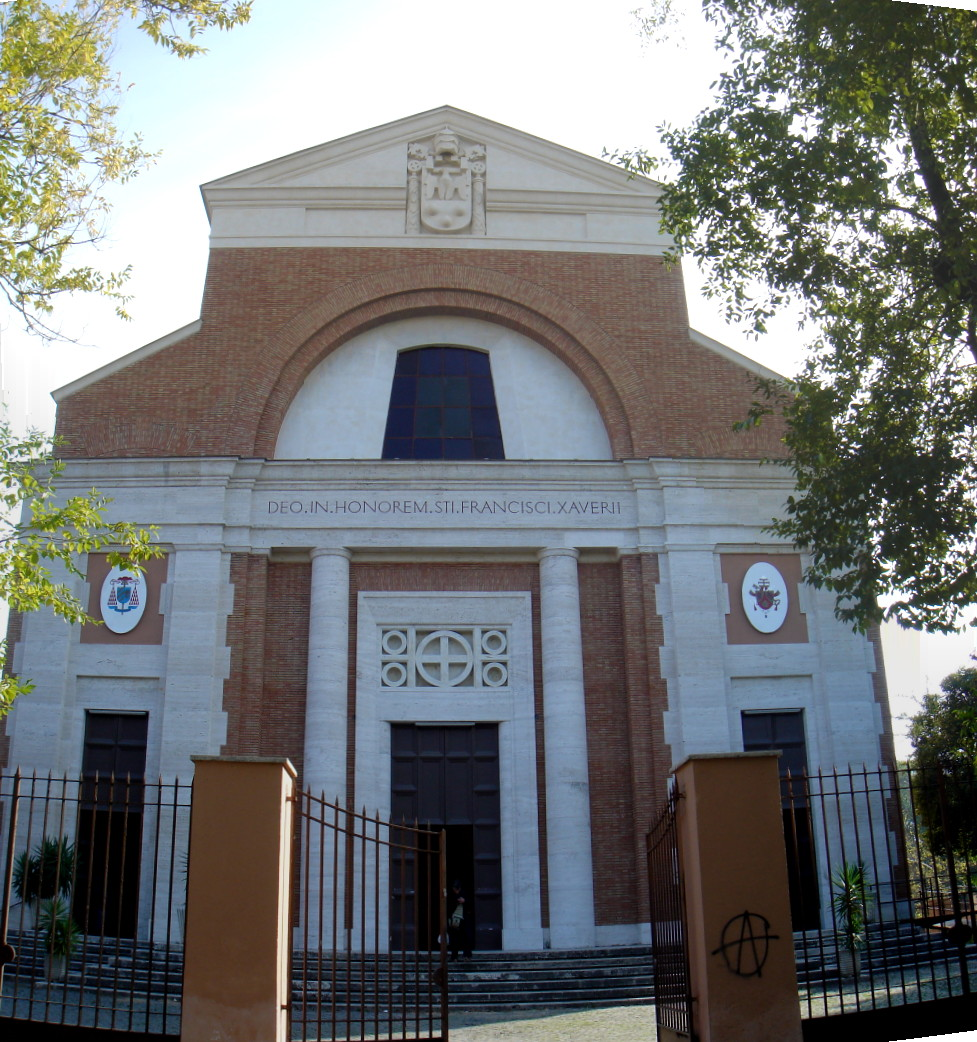
Vista da fachada.

San Francesco Saverio alla Garbatella é uma igreja titular localizada na Via Daniele Comboni, 4 , de frente para a Piazza Damiano Sauli, no bairro de Garbatella do quartiere Ostiense de Roma. É dedicada a São Francisco Xavier. O cardeal-diácono protetor do título cardinalício de São Francisco Xavier em Garbatella é Franc Rodé, arcebispo de Lubiana, na Eslovênia, e antigo prefeito da Congregação para os Institutos de Vida Consagrada e Sociedades de Vida Apostólica.

## História
Quando a região de Garbatella ainda estava tomada por vinhedos e ovelhas, uma pequena igreja foi construída para servir à população em 1818, Santi Isidoro ed Eurosia, que permaneceu propriedade privada até as desapropriações decorrentes da criação do novo bairro. Em 1924, a pequena igreja foi comprada pelos oratorianos e passou a servir como centro para realização de missas diárias no novo subúrbio, que na época ainda era parte da paróquia de San Paolo fuori le Mura. Estranhamente, a Diocese de Roma ignorou a existência desta igreja quando redistribuiu o território das paróquias em Garbatella: duas novas paróquias foram criadas, Santa Galla no norte e San Francesco Saverio na porção central, esta última em 1 de maio de 1933 através da constituição apostólica "Quo omnes sacrorum" pelo papa Pio XI. A construção começou logo a seguir já como parte do plano urbanístico para o novo subúrbio.
O arquiteto foi Alberto Calza Bini, um dos primeiros líderes fascistas italianos (membro das em italiano:  Fasci italiani) e um dos fundadores do Partido Nacional Fascista. As demolições empreendidas pelos fascistas no Centro Histórico de Roma incluíram várias igrejas e, como compensação (e principalmente como um exercício de propaganda), o governo se ofereceu para subsidiar a construção de novas igrejas nos subúrbios; as duas em Garbatella são exemplos deste gesto. 
Em 21 de fevereiro de 2001, a igreja foi elevada novamente a sede do título cardinalício de São Francisco Xavier em Garbatella pelo papa São João Paulo II..
San Francisco ficou famosa por ter sido a primeira paróquia visitada pelo papa São João Paulo II logo depois de sua eleição. Três meses depois de eleito, no domingo, 3 de dezembro de 1978, o santo papa visitou o quartiere e a paróquia, à qual deixou uma recordação particular e pessoal:
| “ | É uma grande dádiva para mim poder visitar como primeira paróquia romana a vossa, da qual tenho uma recordação particular. De fato, nos anos seguintes ao pós-guerra, como estudante em Roma, fui a Garbatella quase todos os domingos para ajudar no serviço pastoral. Alguns momentos daquele período ainda estão vivos na minha memória, embora me parece que, no decurso de mais de trinta anos, muitas coisas aqui mudaram enormemente. | ” |
|   | — São João Paulo II, Homilia pronunciada em 3 de dezembro de 1978. |   |

## Descrição

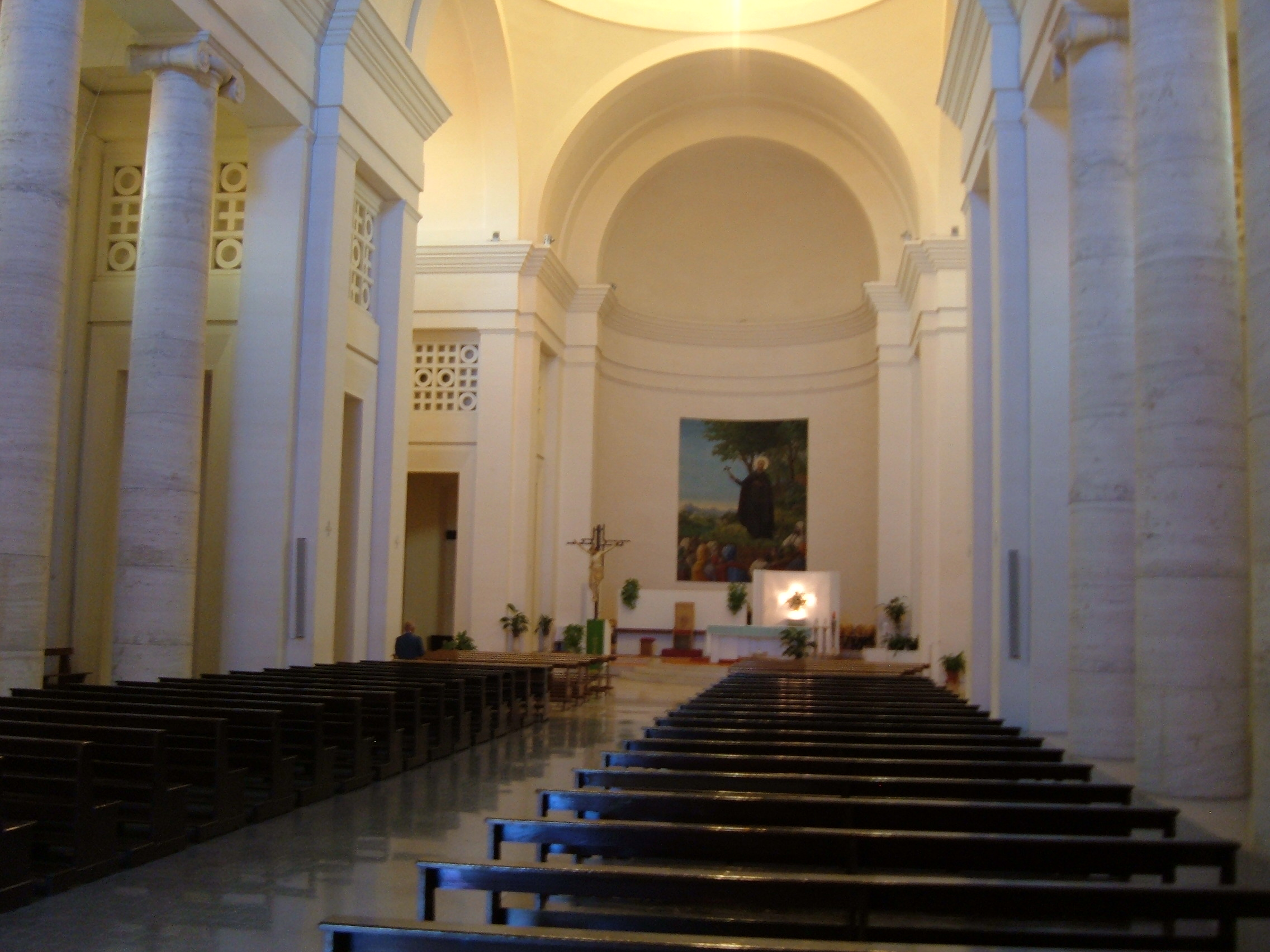
Vista do interior.

A fachada da igreja é em tijolos aparentes e travertino, com um portal central encimado por uma grande janela no interior de uma luneta; acima dela está o brasão do papa Pio XI. A estrutura é coroada por uma alta cúpula.
O interior se apresenta em três naves separadas por colunas com capitéis de estilo jônico e um transepto. Na abside está uma grande peça-de-altar que mostra São Francisco Xavier em pregação. No transepto estão outras duas telas: na direita, "Virgem do Divino Amor Socorre Roma depois dos Bombardeio Aliado de 1943" e, na esquerda. "Jesus em Glória com Anjos". Dos lados da entrada estão dois bronzes, "Crucificação" e "Virgem com o Menino".